# Johannes Klimakos

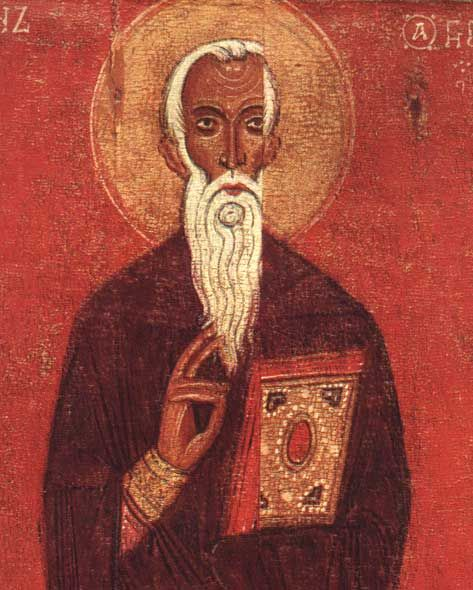

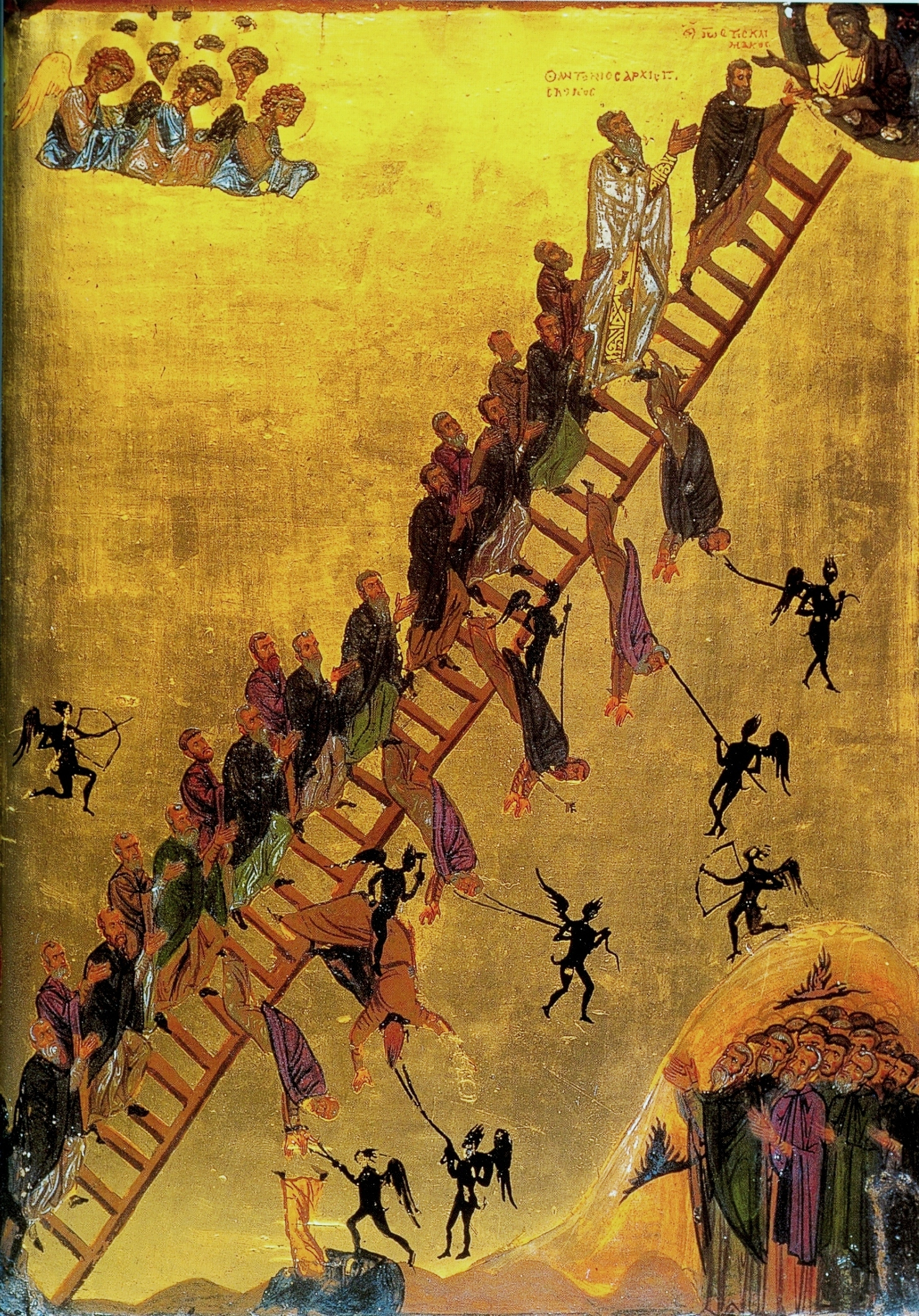
Johannes Klimakos syns på toppen av Stegen (ikon), efterföljd av andra munkar, 1100-talsikon (Katarinaklostret, berget Sinai, Egypten).

Helige Johannes Klimakos (Grekiska: Ἰωάννης τῆς Κλίμακος; latin: Ioannes Climacus), även känd som Johannes av Stegen, Johannes Skolastikos och Johannes av Sinai, var en kristen munk som levde i klostret på berget Sinai under slutet av 600- och början av 700-talet. Han vördas som helgon i romersk-katolska kyrkan, orientaliska ortodoxa kyrkor, öst-ortodoxa kyrkor samt öst-katolska kyrkor.